# Coupe de France 1988/89
Der Wettbewerb um die Coupe de France in der Saison 1988/89 war die 72. Ausspielung des französischen Fußballpokals für Männermannschaften. In diesem Jahr meldeten 5.293 Vereine darunter auch solche aus den überseeischen Besitzungen Frankreichs. Mit Geldar Kourou aus Französisch-Guayana erreichte eine dieser Mannschaften sogar erstmals das Sechzehntelfinale des Wettbewerbs.
Titelverteidiger war der FC Metz, den in dieser Saison bereits im Zweiunddreißigstelfinale das Aus ereilte – ausgerechnet gegen seinen Endspielgegner FC Sochaux. Die Trophäe gewann diesmal Olympique Marseille, der damit bei seiner 15. Finalteilnahme zum zehnten Mal erfolgreich war. Marseilles letzter Erfolg lag bereits 13 Jahre zurück, und bis heute (2008) sollte auch kein elfter Pokalgewinn dazukommen – dennoch sind die Südfranzosen gegenwärtig mit Abstand Rekordsieger des Wettbewerbs. 1989 gewann Olympique zusätzlich auch den Meistertitel und damit den zweiten Doublé seiner Vereinsgeschichte. Endspielgegner AS Monaco stand auch bereits in seinem siebten Finale, von denen es vier hatte gewinnen können (letztmals 1985).
Die unterklassigen Mannschaften präsentierten sich bei dieser Austragung mit unterschiedlichem Erfolg. Von den Amateurteams überstanden lediglich zwei Dritt- (EDS Montluçon und Stade Mont-de-Marsan) sowie ein Viertligist – der oben bereits erwähnte Verein aus dem südamerikanischen Kourou – das Zweiunddreißigstelfinale. Keiner von ihnen schaffte es anschließend allerdings auch noch bis in die Runde der letzten 16 Teilnehmer.
Die Mannschaften aus der Division 2 hingegen erreichten, wie in den zurückliegenden Jahren schon häufiger, erneut in größerer Zahl das Achtelfinale, und vier dieser sechs Zweitligisten kamen sogar bis unter die letzten acht Teams. Insbesondere die US Orléans, 1980 sogar schon einmal Pokalfinalist, sorgte dabei für einen Paukenschlag mit ihrem 4:0-Auswärtssieg bei Paris Saint-Germain. Im Viertelfinale allerdings schieden sämtliche verbliebenen Zweitdivisionäre aus.
Nach den von den regionalen Untergliederungen des Landesverbands FFF organisierten Qualifikationsrunden griffen ab der Runde der letzten 64 Mannschaften auch die 20 Erstligisten in den Wettbewerb ein. Die Paarungen wurden für jede Runde frei ausgelost und fanden im Zweiunddreißigstelfinale auf neutralem Platz statt; bei unentschiedenem Spielstand nach Verlängerung kam es zu einem Elfmeterschießen. Vom Sechzehntel- bis zum Halbfinale wurden Hin- und Rückspiele ausgetragen. Hatten dabei beide Mannschaften eine gleich hohe Zahl von Treffern erzielt (wobei Auswärtstore doppelt zählten), wurde zunächst das Rückspiel verlängert und anschließend – sofern erforderlich – ein Elfmeterschießen durchgeführt.

## Zweiunddreißigstelfinale
Spiele zwischen 24. und 26. Februar 1989. Die Vereine der beiden professionellen Ligen sind mit D1 bzw. D2 bezeichnet, diejenigen der landesweiten Amateurspielklasse mit D3, die höchsten regionalen Amateurligen als DH bzw. PH („Division d’Honneur“ bzw. „Promotion d’Honneur“).
| - AS Monaco D1 – Indépendante Pont Saint-Esprit DH 6:1 - AS Beauvais-Marissel D2 – Girondins Bordeaux D1 1:1 n. V. (3:2 i. E.) - OGC Nizza D1 – AS Saint-Étienne D1 1:0 - SCO Angers D2 – Cercle Paul Bert Rennes DH 0:0 n. V. (3:1 i. E.) - Stade Rennes D2 – AC Le Touquet D2 4:0 - Paris Saint-Germain D1 – INF Clairefontaine D3 3:0 - Stade Mont-de-Marsan D3 – USJOA Valence D3 2:2 n. V. (5:3 i. E.) - Stade Quimper D2 – US Concarneau D3 2:0 - Olympique Lyon D2 – Olympique Alès D2 6:1 - Matra Racing Paris D1 – FC Martigues D2 1:0 n. V. - AEPB La Roche-sur-Yon D2 – AS Angoulême D3 3:1 - AS Vauban Strasbourg D3 – FC Mulhouse D2 1:3 - Montpellier La Paillade SC D1 – FC Montceau D2 3:2 n. V. - Brest Armorique FC D2 – FC Lorient D3 3:0 - AS Cannes D1 – Stade Laval D1 1:1 n. V. (4:2 i. E.) - Geldar Kourou DH Guyane – FC Sens DH 2:1 | - USL Dunkerque D2 – RC Versailles D3 2:0 - FC Sochaux D1 – FC Metz D1 1:0 - AJ Auxerre D1 – Chamois Niort D2 3:0 - FC Nantes D1 – Stade Hénin DH 4:0 - RC Lens D1 – Stade Le Portel PH 4:2 n. V. - Sporting Toulon D1 – AS Nancy D2 1:0 - FC Rouen D2 – SO Cholet D3 3:1 - FC Toulouse D1 – Stade Vallauris D3 3:1 - Olympique Marseille D1 – FC Pau D3 4:0 - US Orléans D2 – Intrépide d'Angers DH 4:0 - EDS Montluçon D3 – Stade Reims D2 2:1 - OSC Lille D1 – RC Strasbourg D1 3:0 - SM Caen D1 – US Saint-Gaudens DH 4:0 - FC Gueugnon D2 – CS Sedan D3 2:1 n. V. - US Créteil D2 – FC Sète D2 2:0 - FC Grenoble D2 – SA Épinal D3 1:0 |

## Sechzehntelfinale
Hinspiele am 22., Rückspiele am 28./29. März 1989
| - US Orléans D2 – Brest Armorique FC D2 2:0, 2:3 - Stade Mont-de-Marsan D3 – FC Sochaux D1 1:2, 0:3 - Matra Racing Paris D1 – Stade Rennes D2 0:1, 1:2 - AEPB La Roche-sur-Yon D2 – Olympique Lyon D2 1:0, 0:2 n. V. - Montpellier La Paillade SC D1 – AS Monaco D1 1:1, 0:3 - EDS Montluçon D3 – Paris Saint-Germain D1 0:1, 1:2 - Geldar Kourou DH Guyane – FC Nantes D1 0:3, 0:8 - Olympique Marseille D1 – Stade Quimper D2 4:1, 0:0 | - OGC Nizza D1 – FC Toulouse D1 2:0, 2:1 - RC Lens D1 – AS Beauvais-Marissel D2 1:0, 0:2 - Sporting Toulon D1 – US Créteil D2 2:0, 1:0 - SCO Angers D2 – FC Gueugnon D2 1:0, 0:0 - AS Cannes D1 – FC Mulhouse D2 1:1, 0:2 - OSC Lille D1 – FC Rouen D2 4:0, 0:1 - SM Caen D1 – USL Dunkerque D2 1:0, 0:0 - FC Grenoble D2 – AJ Auxerre D1 1:2, 1:3 |

## Achtelfinale
Hinspiele am 7./8., Rückspiele am 15. April 1989
| - FC Sochaux D1 – Olympique Lyon D2 1:0, 1:1 - Olympique Marseille D1 – Sporting Toulon D1 1:1, 2:1 - Paris Saint-Germain D1 – US Orléans D2 0:4, 3:3 - AS Beauvais-Marissel D2 – SM Caen D1 1:0, 3:1 n. V. | - Stade Rennes D2 – SCO Angers D2 1:0, 3:1 - OGC Nizza D1 – AJ Auxerre D1 1:2, 0:3 - OSC Lille D1 – FC Mulhouse D2 0:0, 2:3 - FC Nantes D1 – AS Monaco D1 0:0, 1:2 |

## Viertelfinale
Hinspiele am 2./3., Rückspiele am 9. Mai 1989
| - AS Beauvais-Marissel D2 – AJ Auxerre D1 1:2, 0:0 - Olympique Marseille D1 – Stade Rennes D2 5:1, 2:2 | - US Orléans D2 – AS Monaco D1 1:2, 3:3 - FC Sochaux D1 – FC Mulhouse D2 3:1, 0:1 |

## Halbfinale
Hinspiele am 25. bzw. 26. Mai, Rückspiele am 3. Juni 1989
| - Olympique Marseille D1 – AJ Auxerre D1 2:0, 1:0 | - AS Monaco D1 – FC Sochaux D1 0:0, 0:0 n. V. (5:3 i. E.) |

## Finale
Spiel am 10. Juni 1989 im Pariser Prinzenparkstadion vor 44.448 Zuschauern
- Olympique Marseille – AS Monaco 4:3 (2:1)

### Mannschaftsaufstellungen
Olympique Marseille: Gaëtan Huard – Philippe Thys, Karlheinz Förster, Yvon Le Roux, Éric Di Meco – Bruno Germain, Franck Sauzée, Philippe Vercruysse (Pascal Gastien, 69.), Frédéric Meyrieu (Patrice Eyraud, 46.) – Jean-Pierre Papin , Klaus Allofs
Trainer: Gérard Gili
AS Monaco: Jean-Luc Ettori  – Patrick Valéry, Luc Sonor, Patrick Battiston, Emmanuel Petit – Manuel Amoros, Claude Puel (Yousouf Fofana, 46.), Marcel Dib, Fabrice Poullain (Zvonko Kurbos, 68.), Glenn Hoddle – George Weah
Trainer: Arsène Wenger
Schiedsrichter: Joël Quiniou (Paris)

### Tore
1:0 Papin (12.)

2:0 Papin (22.)

2:1 Dib (31.)

3:1 Papin (47.)

4:1 Allofs (65.)

4:2 Dib (72.)

4:3 Amoros (88., per Elfmeter)

### Besondere Vorkommnisse
Dies war eines der torreichsten Finals aller Zeiten, auch wenn es an die neun Treffer von 1957 nicht ganz heranreichte. Für den dreifachen Torschützen Jean-Pierre Papin – sein „Dreier“ war erst der zweite in einem Finale (nach Éric Pécout 1979 mit dem FC Nantes) – hätte es noch besser kommen können, hätte er nicht in der 55. Minute bei einem Strafstoß in Torhüter Ettori seinen Meister gefunden. Dennoch war Papins Leistung Staatspräsident François Mitterrand bei der Pokalübergabe nicht nur den üblichen Händedruck, sondern eine Umarmung nebst Wangenkuss wert.
Schiedsrichter Quiniou leitete 1989 sein zweites Endspiel nach 1986.